# Szokolszky Rezső
Szokolszky Rezső (Kisszeben, Sáros vármegye, 1873. február 8. – Veszprém, 1948. október 15.) tanító, magyar királyi vezetőtanfelügyelő.
Az elemi népiskolai oktatás és a magyar művelődésügy áldozatos munkása. Szokolszky István édesapja, Szokolszky Ágnes nagyapja.

## Életpályája
Elemi iskoláit Kisszebenben, középiskolai tanulmányait Kassán végezte, 1893-ban szerezte meg a tanítói oklevelet. Szellemi fejlődésére jótékony hatással volt nagybátyja, Szokolszky Bertalan, aki teológiát tanult Kassán, s Szilvásújfalun lett római katolikus plébános és szentszéki tanácsos. Néhány teológiai könyvet írt magyar és szlovák nyelven.
Szokolszky Rezső tanítói oklevelének birtokában a sátoraljaújhelyi római katolikus iskolában kezdett tanítani. Több tanéven át az első osztályos gyermekeket tanította. Közben bekapcsolódott a város közéletébe, szerkesztette a Zempléni Hírlapot. 1903-ban munkájának elismeréseképpen a tanügyi igazgatás apparátusába került tanfelügyelőségi tollnoknak Besztercebányára. 1908-ban kinevezték segéd-tanfelügyelőnek, ekkor nősült meg, hat évvel később, 1915-ben született első fia, István.
1914-ben kinevezték Szokolszky Rezsőt tanfelügyelőnek, megbízták Zólyom vármegye tanfelügyelőségének vezetésével. Kinevezéséhez hozzájárult, hogy a hivatali tevékenység mellett közéleti-irodalmi tevékenységet is kifejtett. Besztercebányán megindította a Magyar Iskola c. lapot, mely a nemzetnevelés kérdéseivel, a felvidéki tanítók szociális helyzetével, pedagógiai módszertani kérdésekkel és hazai, valamint a külföldi irodalom ismertetésével foglalkozott. Egyben tárcaírója volt a besztercebányai Havi Szemle c. folyóiratnak, főleg a falusi élet gondjait és örömeit elevenítette meg, ezen írásai később az Egyszerű emberek c. kötetében lettek egybegyűjtve.
Az I. világháború nagy veszteséget okozott a családnak, Szokolszky Rezső valamennyi nagybátyja meghalt a háborúban. A trianoni trauma következtében Szokolszky Rezsőnek le kellett volna tenni az esküt az új csehszlovák államra, bár kitűnően beszélt szlovákul, ő a magyar népiskola ügye mellett volt elkötelezve, így inkább a menekülést választotta a trianoni határokon belül eső országrészbe. Családjával együtt Miskolcon lett „vagonlakó”, alkalmi munkákból tartotta el a családot, minden vagyonuk az elszakított területen maradt. 1919. december 2-án Miskolcon született második fiuk, Oszkár. 1921-ben fordult jobbra a sorsuk, amikor Szokolszky Rezsőnek sikerült Veszprémben letelepedési engedélyt és tanfelügyelői állást kapni.
Minden igyekezetét arra fordította, hogy a háborús sebeket orvosolja. Kiváló szervező, jó szónok, s avatott lapszerkesztő volt. Megindította és szerkesztette a Veszprém Vármegyei Népoktatás című lapot, mely a Veszprém vármegyei Királyi Tanfelügyelőség, a Veszprém Vármegyei Iskolán kívüli Népművelési Bizottság és a Veszprém vármegyei Általános Tanítóegyesület hivatalos közlönyeként szolgált.
Több mint egy évtizedet munkálkodott Veszprémben, amikor közeledett 60. születésnapja, ekkor nyugdíjazták. Fiai a veszprémi Piarista Gimnáziumban érettségiztek, majd ők is a pedagógus pályára készültek. A II. világháború idején nagy veszteség érte a családot, Szokolszky Rezső felesége a harci események során, házuk pincéjébe való menekülés közben lövést kapott. 1945. március 24-én lőtt sebbel halt meg. Szokolszky Rezső pár évvel élte túl felesége halálát, István fiának családjával élt szolgálati lakásban a veszprémi Batsányi János Népi kollégiumban. Közmegbecsülésnek, köztiszteletnek örvendett élete végéig. 1948. október 15-én a Veszprémi Kórházban tért örök nyugalomra.

## Jelentősége
Az ő nemzetnevelési, szervezői, művelődési eszményeinek alapelvei ma is érvényesek:
A nemzetnek sorsa legtöbbnyire az első szántás-vetésnél dől el. Az első szántás-vetés munkáját pedig a népnevelés végzi. Ennek a munkának a megalapozása, irányának megjelölése, szellemének megállapítása, akadályainak eltávolítása és munkásainak kiválasztása ... olyan feladat, amelynek megoldásától a nemzet jövője függ.

## Pedagógiai írásaiból
- Kartársainkhoz. Magyar Iskola, 1. évf. 1903. 1. sz. 1-2. p.
- A tanítói munka sikerének és megbecsülésének személyi feltételei. Tanítók Lapja, 1930. 7-8. sz. 28-29. p.; 11-12. sz. 25-27. p.
- Búcsúszó. Veszprém vármegyei Népoktatás, Veszprém, 1932. október 24. 1. o.

## Szerkesztései
- Zempléni Hírlap, Sátoraljaújhely, 1908-1909.
- Magyar Iskola, Besztercebánya, 1903-
- Veszprém Vármegyei Népoktatás,[3] Veszprém, 1922-1932.

## Társasági tagság
- Felvidéki Egyesületek Országos Szövetsége
- Dunántúli Közművelődési Egyesület
- Veszprémi Piarista Gimnázium Szent Imre Cserkész Csapatának vezetőségi tagja
- Tanítóegyesület elnöke, majd örökös díszelnöke

## Kitüntetés
- Örökös dísztagságról szóló oklevél az evangélikus Tanítóegyesülettől, Veszprém, 1932